# Smicridea pampena
Smicridea pampena är en nattsländeart som beskrevs av Oliver S. Flint Jr. 1980. Smicridea pampena ingår i släktet Smicridea och familjen ryssjenattsländor. Inga underarter finns listade i Catalogue of Life.